# 苏士澍
苏士澍（1949年—），男，满族，北京人，中华人民共和国书法家，原中国书法家协会主席，曾任国家文物局文物出版社社长，全国政协书画室副主任，西泠印社理事，国家文物鉴定委员会委员，中国书画收藏家协会会长。

## 生平
2008年，当选第十一届全国政协常务委员，代表无党派人士，分入第十五组。并担任教科文卫体委员会专委。